# Kostino (obwód swierdłowski)
Kostino (ros. Костино) – wieś (sieło) w Rosji, w obwodzie swierdłowskim, w rejonie ałapajewskim. W 2010 liczyła 1083 mieszkańców.